# Port lotniczy Gällivare
Port lotniczy Gällivare (Lapland Airport) (IATA: GEV, ICAO: ESNG) – port lotniczy położony około 7 kilometrów na wschód od Gällivare i około 10 minut od Malmberget, w regionie Norrbotten, w Szwecji.

## Linie lotnicze i połączenia
| Linia Lotnicza | Kierunek                         |
| -------------- | -------------------------------- |
| Amapola Flyg   | 1. Kramfors 2. Sztokholm-Arlanda |